# الإيمان 3
قرية الايمان 3 هي إحدى القرى التابعة لمركز كوم حمادة في محافظة البحيرة في جمهورية مصر العربية. حسب إحصاءات سنة 2006، بلغ إجمالي السكان في الايمان 3 631 نسمة، منهم 304 رجل و327 امرأة.